# Campionato emiratino di scacchi
Il Campionato emiratino di scacchi si svolge dal 2001 negli Emirati Arabi Uniti per determinare il campione nazionale di scacchi.
È organizzato dalla Federazione scacchistica degli Emirati Arabi Uniti (United Arab Emirates Chess Federation).

## Albo dei vincitori

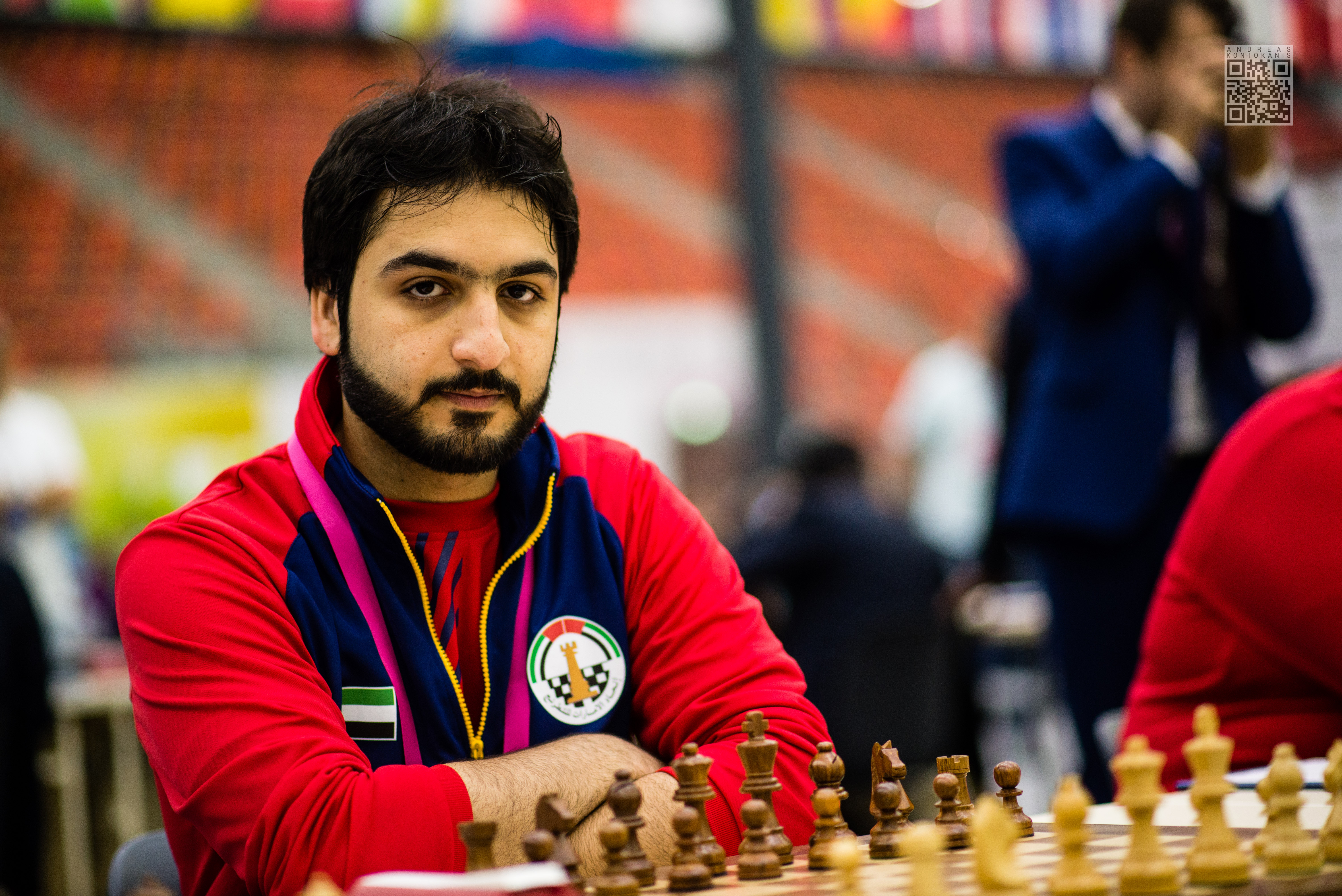
Salem Saleh, quattro volte vincitore del campionato emiratino.

| Anno | Vincitore           |
| ---- | ------------------- |
| 2001 | Taleb Moussa [2]    |
| 2002 | Nabil Saleh         |
| 2003 | Taleb Moussa [3]    |
| 2005 | Othman Moussa [4]   |
| 2007 | Abdullah Hassan [5] |
| 2008 | Salem Saleh [6]     |
| 2011 | Salem Saleh [7]     |
| 2012 | Salem Saleh [8]     |
| 2015 | Saeed Ishaq [9]     |
| 2016 | Saeed Ishaq [10]    |
| 2017 | Salem Saleh         |